# Il trovatore (film)
Pour les articles homonymes, voir Trouvère (homonymie).
Il trovatore est un film italien réalisé par Carmine Gallone, sorti en 1949.

## Synopsis
Pour venger sa mère brûlée vive par le Comte Di Luna, une gitane kidnappe l'un des deux enfants du comte avec l'intention de le tuer dans les flammes .

## Fiche technique
- Titre : Il trovatore
- Réalisation : Carmine Gallone
- Scénario : d'après le livret de Salvatore Cammarano
- Production : Carmine Gallone
- Assistant-réalisateur : Sergio Leone (non crédité)
- Pays d'origine :  Italie
- Format : Noir et banc
- Genre : musical
- Durée : 111 minutes
- Dates de sortie : 1949

## Distribution
- Gino Sinimberghi : Manrico
- Vittorina Colonnello : Leonora
- Antonio Salvarezza : Manrico (voix)
- Franca Sacchi : Leonora (voix)
- Enzo Mascherini : Comte di Luna